# Пелюховка
Пелюховка (укр. Пелюхівка) — село,
Будянский сельский совет,
Ичнянский район,
Черниговская область,
Украина.
Код КОАТУУ — 7421781604. Население по переписи 2001 года составляло 119 человек .

## Географическое положение
Село Пелюховка находится на левом берегу реки Черемошка, которая через 4 км впадает в реку Удай, 
выше по течению на расстоянии в 1,5 км расположено село Буды,
ниже по течению на расстоянии в 2 км расположено село Радьковка.
К селу примыкает лесной массив (дуб, сосна).

## История
- 1700 год — дата основания.
- Есть на карте 1869 года как хутор Полиховка[2]
- В 1911 году на хуторе Пелюховка проживало 72 человека (34 мужского и 38 женского пола)[3]